# (12566) Derichardson
(12566) Derichardson (1998 SH54) – planetoida z grupy pasa głównego asteroid okrążająca Słońce w ciągu 5,73 lat w średniej odległości 3,2 j.a. Odkryta 16 września 1998 roku.